# Laestadia alaskana
Laestadia alaskana är en svampart som först beskrevs av M. Reed, och fick sitt nu gällande namn av Sacc. & D. Sacc. 1905. Laestadia alaskana ingår i släktet Laestadia och familjen Gnomoniaceae.   Inga underarter finns listade i Catalogue of Life.